# Guillaume de Nangis
Guillaume de Nangis (deutsch: Wilhelm von Nangis; * um 1250; † wohl 1300) war ein französischer Geschichtsschreiber und Biograph im 13. Jahrhundert.

## Leben
Nangis wurde vermutlich um 1250 geboren und trat in jungen Jahren als Mönch in die königliche Benediktinerabtei Saint-Denis ein, zu deren Archivar er avancierte. Um das Jahr 1285 begann er die Abfassung von je einer Vita der französischen Könige Ludwig IX. (Saint Louis) und Philipp III. (Gesta Sancti Ludovici und Gesta Philippi Regis Franciæ) sowie einer Weltchronik (Chronicon). Diese Werke stellen eine Hauptquelle für die französische Geschichte in der zweiten Hälfte des 13. Jahrhunderts dar.
Seine Weltchronik schließt an das Werk des zu Anfang des 12. Jahrhunderts schreibenden Sigebert von Gembloux an und trägt erst ab dem Jahr 1112 seine eigenen persönlichen Züge. Ab dem Jahr 1300 führten ein oder mehrere Fortsetzer die Chronik bis in das Jahr 1328 weiter. Für seine Vita von König Ludwig IX. zog Nangis die Werke des königlichen Beichtvaters Guillaume de Beaulieu und des Gilon de Reims heran, von denen letzteres nicht mehr erhalten ist. Er selbst stützte seine Arbeit ausschließlich auf Quellenstudium und Zeugenaussagen, da er selbst den König nicht mehr persönlich kennengelernt hatte. Als junger Mönch hatte er lediglich der Bestattung der Gebeine des Königs 1271 in Saint-Denis beigewohnt. Neben der Personen der Könige war die Beschreibung des Waffenruhms der Franzosen im Allgemeinen ein Anliegen von Nangis, weshalb in seinen Viten auch die Biographie des Prinzen Karl von Anjou und dessen Siege gegen die Staufer eine herausragende Rolle einnehmen.

## Ausgaben
Königsviten:
- M. Daunou im Recueil des Historiens des Gaules et de la France (RHGF), Bd. XX (Paris, 1840), S. 310–465 (Ludwig IX.) und 466–539 (Philipp III.)

Weltchronik:
- M. Guizot: Chronique de Guillaume de Nangis in: Collection des mémoires relatifs à l'histoire de France, depuis les origines de la monarchie française jusqu'au 13e siècle 14 (1825)
- M. Daunou im Recueil des historiens des Gaules et de la France (RHGF), Bd. XX (Paris, 1840), S. 543–582; mit der Fortsetzung bis S. 648
- H. Géraud: Chronicon (Paris, 1843–1844), in zwei Bänden mit den Texten der Fortsetzer

| Personendaten    | Personendaten                                                                                |
| ---------------- | -------------------------------------------------------------------------------------------- |
| NAME             | Guillaume de Nangis                                                                          |
| ALTERNATIVNAMEN  | Wilhelm von Nangis (deutsch)                                                                 |
| KURZBESCHREIBUNG | französischer Benediktiner, Archivar der Abtei Saint-Denis, Geschichtsschreiber und Biograph |
| GEBURTSDATUM     | um 1250                                                                                      |
| STERBEDATUM      | unsicher: 1300                                                                               |